# بورخان خلدون
بورخان خلدون (به لاتین: Burkhan Khaldun) یک کوه و منظر فرهنگی در مغولستان است که در مغولستان واقع شده‌است.